# Horst Kruse (Historiker)
Horst Kruse (geboren 1930 in Hannover) ist ein deutscher Manager, Historiker sowie Autor zahlreicher Publikationen zur Ständegeschichte in den zuvor welfischen Gebieten des heutigen Landes Niedersachsen, zur Stadtgeschichte Hannovers und zu genealogischen Familienzusammenhängen.

## Leben
Horst Kruse arbeitete bis zu seinem 60. Lebensjahr in der Freien Wirtschaft; zuletzt als Geschäftsführer eines Unternehmens. Bis dahin hatte er etwa seit Beginn seiner zweiten Lebenshälfte beinahe jährlich zum Teil umfangreiche Publikationen insbesondere zu Hof- und Hauseigentümern ehemaliger Ortschaften ab etwa der Mitte des 16. Jahrhunderts veröffentlicht, von denen die meisten in den späteren Grenzen der niedersächsischen Landeshauptstadt lagen. Daneben publizierte Kruse beispielsweise über die städtische Maschziegelei 1353–1860 in den Hannoverschen Geschichtsblättern.
Nach seinem Erwerbsleben studierte Horst Kruse in den 1990er Jahren die Fächer Geschichte, Soziologie und Stadtbaugeschichte an der Universität Hannover, an der er im Herbst 1997 mit seiner Hochschulschrift Stände und Regierung – Antipoden? Die calenbergisch-göttingschen Landesstände 1715–1802 promovierte. Die Arbeit – gefördert von Carl-Hans Hauptmeyer, Heide Barmeyer-Hartlieb, Dieter Brosius und anderen - erschien mit geringfügigen Änderungen zugunsten der Drucklegung als Band 121 in den Quellen und Darstellungen zur Geschichte Niedersachsens.
Horst Kruse war Sammler von Primitivgeld. Ein Teil seiner Sammlung wurde vom 10. Juni bis 30. Dezember 1995 in der Sonderausstellung Muschelgeld & Co. im Museum Wolmirstedt der Öffentlichkeit zugänglich gemacht; das Ausstellungsplakat zeigte ein Farbfoto mit dem Porträt einer jungen Massai mit Glasperlenschmuck.

## Schriften (Auswahl)
- Ahnen der Geschwister Kruse. Hannover 1961.
- Hannover-Ahnen. Auszug aus der Ahnentafel der Geschwister Kruse. 96 Ahnenstämme, die die Stadt Hannover berühren. Insgesamt sind 537 Familien erwähnt. Hannover 1962.
- Die Meierhöfe zu Limmer/Hannover in der älteren Zeit. Mit einer Genealogie der Familie Ostermeyer. Hannover 1963.
- Bornumer Hofbesitzer- und Familienkunde. Bornum in Calenberg, später Teil von Linden, heute Ortsteil von Hannover. H. Kruse, Hannover, Körtingsdorf 7 1965
- Familie Hap, Happ, Happe von Hapberg, Happberg, Hapenberg, Versuch einer Genealogie. Hannover 1966.
- Reiche-Genealogien. Vorkommensammlung der Familien mit dem Namen Reiche im Raum Hameln, Hannover, Wolfenbüttel, Braunschweig mit Nachkommenausstrahlungen bis nach Österreich und Südafrika. 1967.

In der Reihe Materialien zur Ortsgeschichte hannoverscher Stadtteile:
- Band 1: Badenstedter Hof- und Hausbesitzer. 1550–1978. 2. Auflage, Gehrden-Everloh, Am Sonnenhang 12: H. Kruse, 1978.
- Band 2 und 3: Ricklinger Hof- und Hausbesitzer. 1550–1978. 2 Bände, 583 Seiten mit zahlreichen Illustrationen, 1979.
- Band 4 und 5: Glocksee Hof- und Hausbesitzer. 1550–1977. 2 Teile, 1979, 1980.
- Band 6: Ohe, Hof- und Hausbesitzer. 1550–1977. 1980.
- Band 7: Bornumer und Körtingsdorfer Hof- und Hausbesitzer. 1550–1978. 1980.
- Band 8 bis 15: Lindener Hof- und Hausbesitzer 1550–1980 der 1839 bereits bebauten Grundstücke. 8 Teile, 2274 Blatt mit zahlreichen Illustrationen, 1981–1983.
- Band 16: Davenstedter Hof- und Hausbesitzer 1550–1980. 1991.
- Band 17: Limmer Hof- und Hausbesitzer 1550–1979. 1998.
- Band 18: Die Kaulbachstraße und die Eilenriede. Die Bebauungsentwicklung von Hannover-Kleefeld, vornehmlich des Philosophenviertels, unter besonderer Beachtung der Hauseigentümer in der Kaulbachstraße. Hrsg.: Eberhard Brenske, 167 S., ill., Hannover-Everloh 2001.
- Band 19: Die Entwicklung der Vorstadt Hannover seit 1315 am Beispiel der Bebauung der Ufergrundstücke des Schiffgrabens vom Moor bis in die Masch und der Hausbesitzer bis 1979. 2003.
- Band 20: Ahlemer Hof- und Hausbesitzer. 1585 bis 1979. 2003.
- Band 21: Velber Bauernhöfe und Hausbesitzer 1585 bis ins 20. Jahrhundert. 2004.
- Band 22: Besiedlung der Kleinen Bult und Verzeichnis der Hauseigentümer im Zooviertel Hannover. Nachweis der Architekten, Bauherrn und Hauseigentümerim Zooviertel Hannover nach den Adressbüchern Hannover bis 1979. 2006.
- Band 23: Hannoversche Hauseigentümer 1248–1979. Teil 1: Grundstücke im Leinstraßenquartier. Nebentitel Leinstraßenquartier. 2007.

sowie:
- Everloher Hof- und Hausbesitzer 1585–1994. Everloh 1994.
- Stände und Regierung - Antipoden? Die calenbergisch-göttingschen Landesstände 1715–1802 (= Quellen und Darstellungen zur Geschichte Niedersachsens. Band 121), zugleich Dissertation 1997 an der Universität Hannover, Verlag Hahnsche Buchhandlung, Hannover 2000, ISBN 3-7752-5836-1; Inhaltsverzeichnis